# Tarso da pálpebra

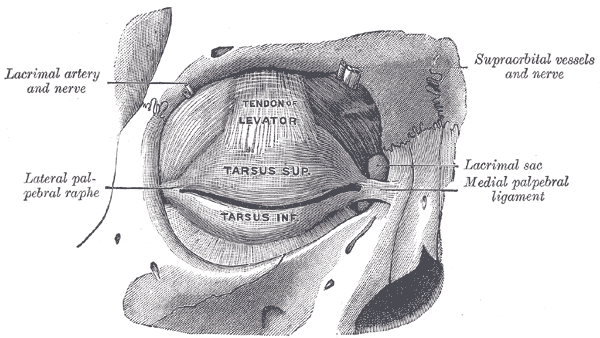

O tarso da pálpebra é uma faixa densa de tecido conectivo presente nas pálpebras superiores e inferiores do olho humano. Esse tecido se liga medialmente, entre o nariz e o ângulo medial do olho, ao ligamento palpebral medial, conectando o tarso à margem medial da órbita e dando inserção ao músculo orbicular do olho. De modo semelhante, o ligamento palpebral lateral conecta o tarso à margem lateral da órbita. Junto com a pele da pálpebra superior, o tarso superior serve como inserção para o músculo levantador da pálpebra superior.
São encontradas no tarso, as glândulas tarsais, que produzem uma secreção adiposa que lubrifica as margens das pálpebras, evitando que a superior fique grudada à inferior no fechamento.